# Erik Rasmussen (Eishockeyspieler)
Erik Rasmussen (* 28. März 1977 in St. Louis Park, Minnesota) ist ein ehemaliger US-amerikanischer Eishockeyspieler, der im Verlauf seiner aktiven Karriere zwischen 1995 und 2009 unter anderem 597 Spiele für die Buffalo Sabres, Los Angeles Kings und New Jersey Devils in der National Hockey League auf der Position des Centers bestritten hat.

## Karriere
Erik Rasmussen spielte von 1995 bis 1997 in der Western Collegiate Hockey Association (WCHA) für die Minnesota Golden Gophers, der Mannschaft der University of Minnesota. 1996 gewann das Team die Meisterschaft der WCHA in Form der Broadmoor Trophy. Rasmussen erzielte dabei in 40 Spielen 48 Scorerpunkte und wurde im Anschluss an die Saison 1995/96 in das WCHA All-Rookie Team gewählt. Wenig später wurde er beim NHL Entry Draft 1996 in der ersten Runde an insgesamt siebter Position von den Buffalo Sabres ausgewählt. Nach einer weiteren Spielzeit in der WCHA spielte er zwei Jahre lang sowohl für die Sabres in der National Hockey League, als auch bei deren Farmteam Rochester Americans in der American Hockey League.
In der NHL-Saison 1998/99 erreichte er mit den Buffalo Sabres das Finale um den Stanley Cup, welches die Sabres gegen die Dallas Stars verloren. Am 24. Juli 2002 wurde Rasmussen zu den Los Angeles Kings transferiert. Buffalo erhielt im Gegenzug den Spieler Adam Mair sowie ein Fünftrunden-Wahlrecht für den NHL Entry Draft 2003. Nach einer von Verletzungen geprägten Saison wurde der Center zu Beginn der Spielzeit 2003/04 von den New Jersey Devils verpflichtet.
Nach drei Spielzeiten für die Devils und einer weiteren Saison in der American Hockey League für deren Farmteam, wechselte der US-Amerikaner in die finnische SM-liiga zu Porin Ässät. Erik Rasmussen absolvierte in der Saison 2008/09 noch 31 Partien für das Team aus dem Südwesten Finnlands und beendete mit deren Abschluss seine Karriere.

### International
Rasmussen vertrat sein Heimatland mit der US-amerikanischen Nationalmannschaft erstmals bei der Junioren-Weltmeisterschaft 1996, bei der er mit seiner Mannschaft ohne Medaillenerfolg blieb. Bei der Junioren-Weltmeisterschaft im Jahr darauf belegten die US-Amerikaner den zweiten Platz, nachdem das Team die Finalpartie gegen die kanadische Nationalmannschaft mit 2:0 verlor. Rasmussen war dabei hinter Mike York zweiterfolgreichster Punktesammler der US-amerikanischen Auswahl.
Seinen ersten und einzigen Einsatz für die Herren-Mannschaft hatte der Center bei der Weltmeisterschaft 2002, bei der die US-Amerikaner im Viertelfinale der finnischen Nationalmannschaft unterlagen.

## Erfolge und Auszeichnungen
- 1995 Minnesota Mr. Hockey
- 1996 Broadmoor-Trophy-Gewinn mit der University of Minnesota
- 1996 WCHA All-Rookie Team

### International
- 1997 Silbermedaille bei der U20-Junioren-Weltmeisterschaft

## Karrierestatistik

### International
Vertrat die USA bei:
- Junioren-Weltmeisterschaft 1996
- Junioren-Weltmeisterschaft 1997
- Weltmeisterschaft 2002

(Legende zur Spielerstatistik: Sp oder GP = absolvierte Spiele; T oder G = erzielte Tore; V oder A = erzielte Assists; Pkt oder Pts = erzielte Scorerpunkte; SM oder PIM = erhaltene Strafminuten; +/− = Plus/Minus-Bilanz; PP = erzielte Überzahltore; SH = erzielte Unterzahltore; GW = erzielte Siegtore; 1 Play-downs/Relegation; Kursiv: Statistik nicht vollständig)